# Даскалоливница
Даскалоливница е българско класно училище в град Елена, наречено така от Петко Славейков поради ролята му на средище за подготовка на много възрожденски учители. Като учител в Еленското класно училище през 1848 г., Петко Славейков го нарича Даскалоливница – подобно на свещоливница, призвано да лее даскали.
Еленското класно училище е създадено през 1848 г. от просветителя Иван Момчилов, който подготвя условията за възникването му, като открива още през 1844 г. приготвително училище – горна степен на взаимното училище, и от Никола Михайловски, който допринася за утвърждаването му като „високо“, т.е. класно, училище с двегодишен курс на обучение. Тук учителстват Никифор Попконстантинов и Андрей Робовски.
В Даскалоливницата се изучават свещена история (Библия), катехизис, догматично богословие, църковнославянски език със славянска граматика, словесност, география, естествена история, алгебра, логика, психология, физика, руски и новогръцки език, хигиена и гимнастика (подготвят се първите популяризатори на училищната гимнастика). С разнообразното си образователно съдържание Даскалоливницата, както и другите класни училища в Копривщица, Пловдив, Габрово, Калофер, дава добра подготовка на бъдещите учители. Възпитаници на Даскалоливницата са Тодор Шишков, Сава Катрафилов, Драган Цанков, Стоян Робовски, Стефан Бобчев и други.
Сградата е двукатна, изградена от камък и дърво. В приземния етаж са разположени три големи помещения, по всяка вероятност служили за дюкяни. Вторият етаж е бил предназначен за водене на занятия с бъдещите даскали. Тук се е намирала стаята за учителя, две класни стаи и отделна стая за учебни пособия. Класното училище е било снабдено с всички съвременни учебни помагала от онова време и с нова учебна програма с нови педагогически методи.
Сградата е реставрирана през 1963 г., като изцяло е запазен външният облик. Направени са някои промени, за да бъде пригодена вътрешната ѝ част да може да се уреди музейна експозиция на тема „Елена през епохата на Възраждането“. В нея в документи и снимки е представена историята на град Елена от възникването на училището до Руско-турската война 1877 – 1878 г. В музея са илюстрирани участието и приносът на града във Възраждането на България. Сградата е определена като паметник на културата с „Национално значение“.
В приземния етаж в помещенията на бившите дюкяни е уредена експозиция, наречена „Параклис Архангел Михаил“, където са изложени пренесени икони, църковна утвар и стенописи от частично разрушения едноименен храм в намиращото се на около 9 km западно от Елена село Шилковци.
Според проучванията на работещите в историческия комплекс на града, възпитаници на Даскалоливницата са били учители (даскали) в 66 града и 59 села от страната.